# Horácio Novais

Horácio Novais (Lisboa, 1910 — Lisboa, 1988) foi um fotógrafo português.

## Biografia

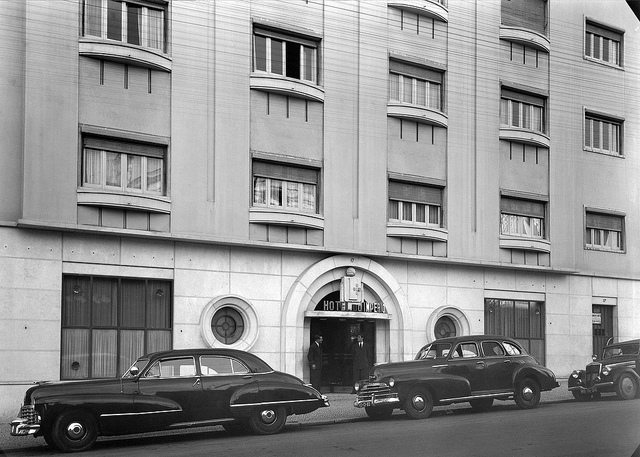
Horácio Novais, Hotel do Império (hoje Britania), década de 1940.

Filho do retratista Júlio Novais (1867-1925), sobrinho de António Novais (1855-1940) e irmão de Mário Novais (1899-1967), Horácio Novais nasceu no seio de uma família de fotógrafos com atividade em Lisboa desde o último quartel do século XIX.
Iniciou o seu trabalho nos anos de 1925/1927 com Mário Novais. Até 1931, através de Joshua Benoliel, trabalhou como repórter fotográfico no jornal O Século, onde também teve a seu cargo o trabalho de laboratório. A partir de 1931 passou a trabalhar como fotógrafo independente, abrindo um estúdio próprio em Lisboa. Colaborou, entre outros, no Diário de Lisboa, na revista Ilustração, em O Notícias Ilustrado ou no jornal madrileno Ahora. Participou em mostras coletivas e realizou exposições individuais, a última das quais em 1934 no SPN. Trabalhou em cinema como diretor de fotografia ou fotógrafo de cena.
Durante 60 anos de atividade fotografou manifestações sociais, culturais e políticas. Colaborou com arquitetos como Cristino da Silva, Raul Lino, Jorge Segurado, Cassiano Branco, Carlos Ramos, Pardal Monteiro ou Keil do Amaral, fotografando edifícios e maquetas. Retratou obras de artistas plásticos, entre os quais Almada Negreiros, Carlos Botelho, Mário Eloy, Eduardo Malta, Stuart Carvalhais, Carlos Calvet. Até à década de 1950 destaque-se o seu trabalho de carácter oficial, nomeadamente a colaboração na Exposição Internacional de Paris (1937), nas suas congéneres de Nova Iorque e S. Francisco (1939), ou na Exposição do Mundo Português (1940). Participou ainda nos álbuns fotográficos Portugal 1934, Portugal 1940, Primitivos Portugueses (1940).
Também se encontra colaboração da sua autoria na Mocidade Portuguesa Feminina: boletim mensal
(1939-1947) bem como no Inventário de Lisboa  (1944-1956).